# Ізобільне (Ялтинський район)
Ізобільне (до 1945 року — Корьбєку́ль; крим. Körbekül) — село в Україні, в Ялтинському районі Автономної Республіки Крим, центр сільської ради.

## Географія

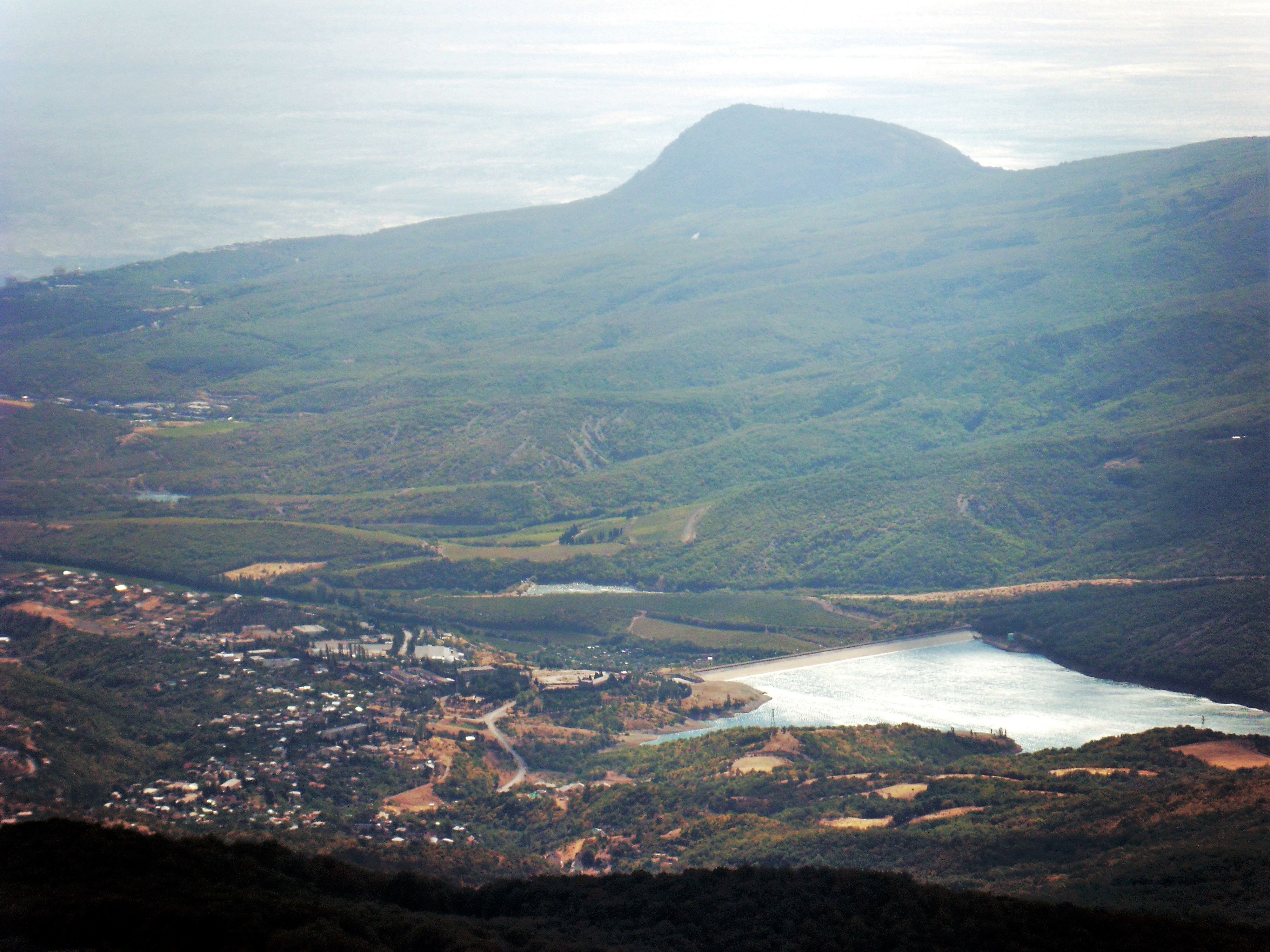
Ізобільне (Алуштинська міська рада). Вид з Чатир-Дагу.

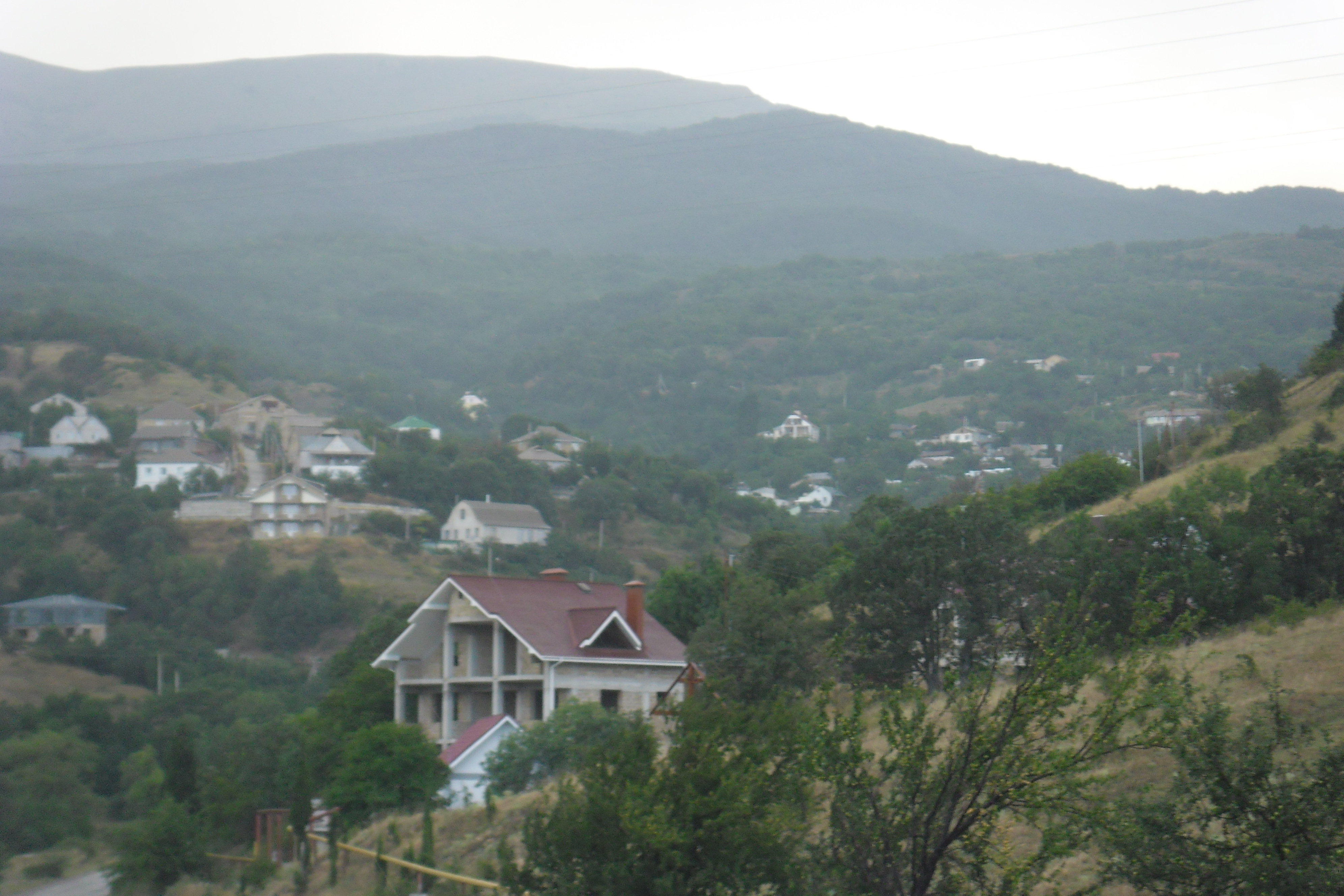
Ізобільне (Алуштинська міська рада). Фрагмент.

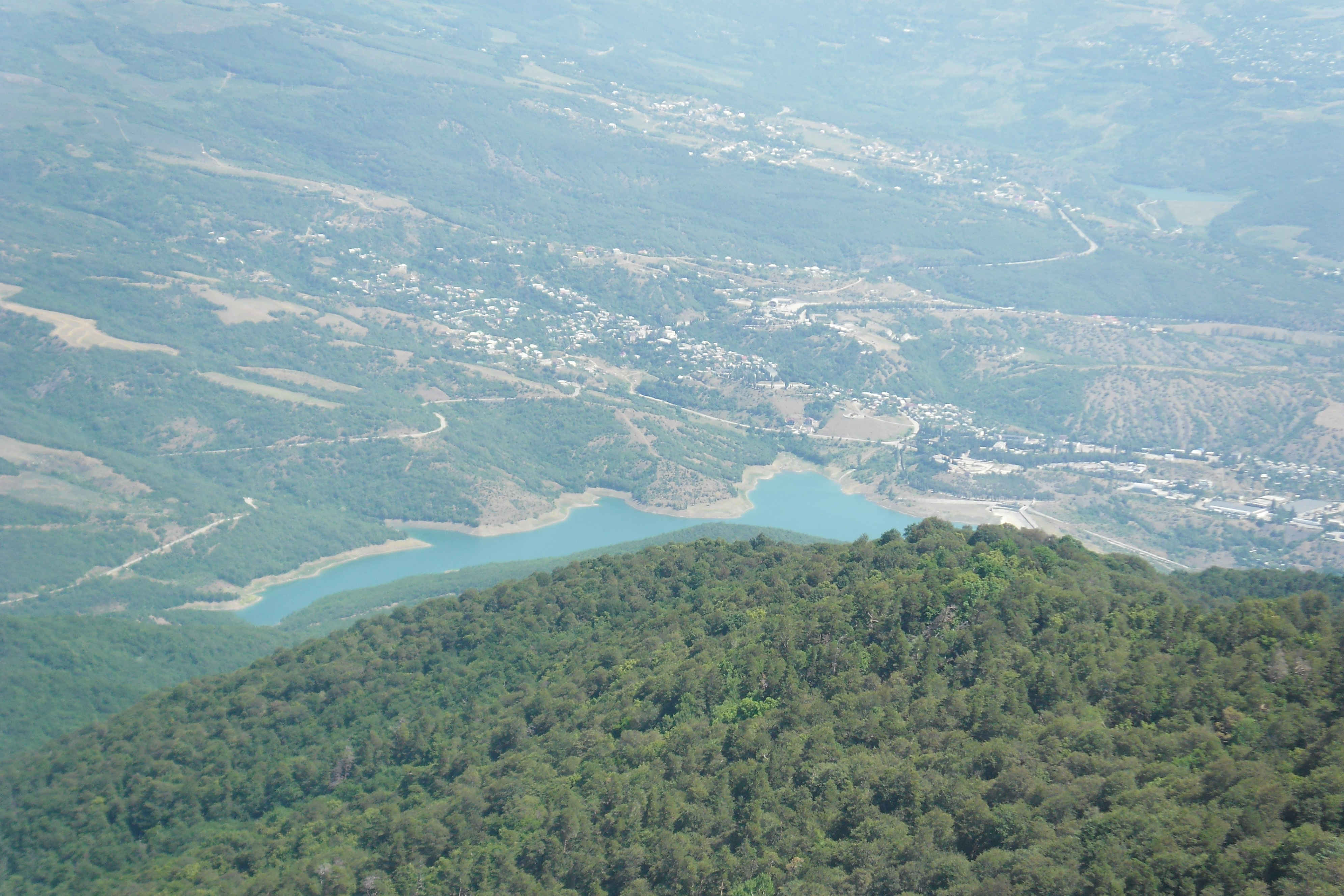
Ізобільне. Вид з Бабуган-яйли. На передньому плані — Ізобільницьке водосховище.

Село розташоване на висоті 300—350 метрів на рівнем моря під вершинами гори Чатир-Даг за 8 км від Алушти і за 41 км від залізничної станції Сімферополь. Площа села — 657,5 га, населення — 2,3 тисячі чоловік, дворів — 824 (2009).

## Археологічні розвідки
Про стародавні поселення на території села і поблизу нього свідчать знахідки залишків неолітичного поселення, таврського могильника і поселення XIV—XV століть.

## Історія
Село виникло наприкінці XV століття. Перша письмова згадка припадає на 1520 рік, в матеріалах перепису населення Кефінського санджаку 1520 року, згідно з яким у Кербеклі було 36 «немусульманських» сімей (християн), з яких 5 сімей втратили чоловіка-годувальника, мусульманська сім'я та 1 дорослий холостяк.
Згідно з «Відомостями про всі поселення в Сімферопольському повіті» складених 9 жовтня 1805 року тут вже було 45 дворів і мешкало 212 осіб.
За даними на 1864 рік у казенному татарському селі Корбек Ялтинського повіту Таврійської губернії мешкало 763 особи (536 чоловічої статі та 461 — жіночої), налічувалось 148 дворових господарства, існували 2 мечеті.
Станом на 1886 у колишньому державному селі Алуштинської волості мешкало 1268 осіб, налічувалось 208 дворових господарств, існували 2 мечеті й лавка..
За переписом 1897 року кількість мешканців зросла до 1720 осіб (921 чоловічої статі та 799 — жіночої), з яких , 1691 — магометанської.
У січні 1918 року село окуповане більшовиками.

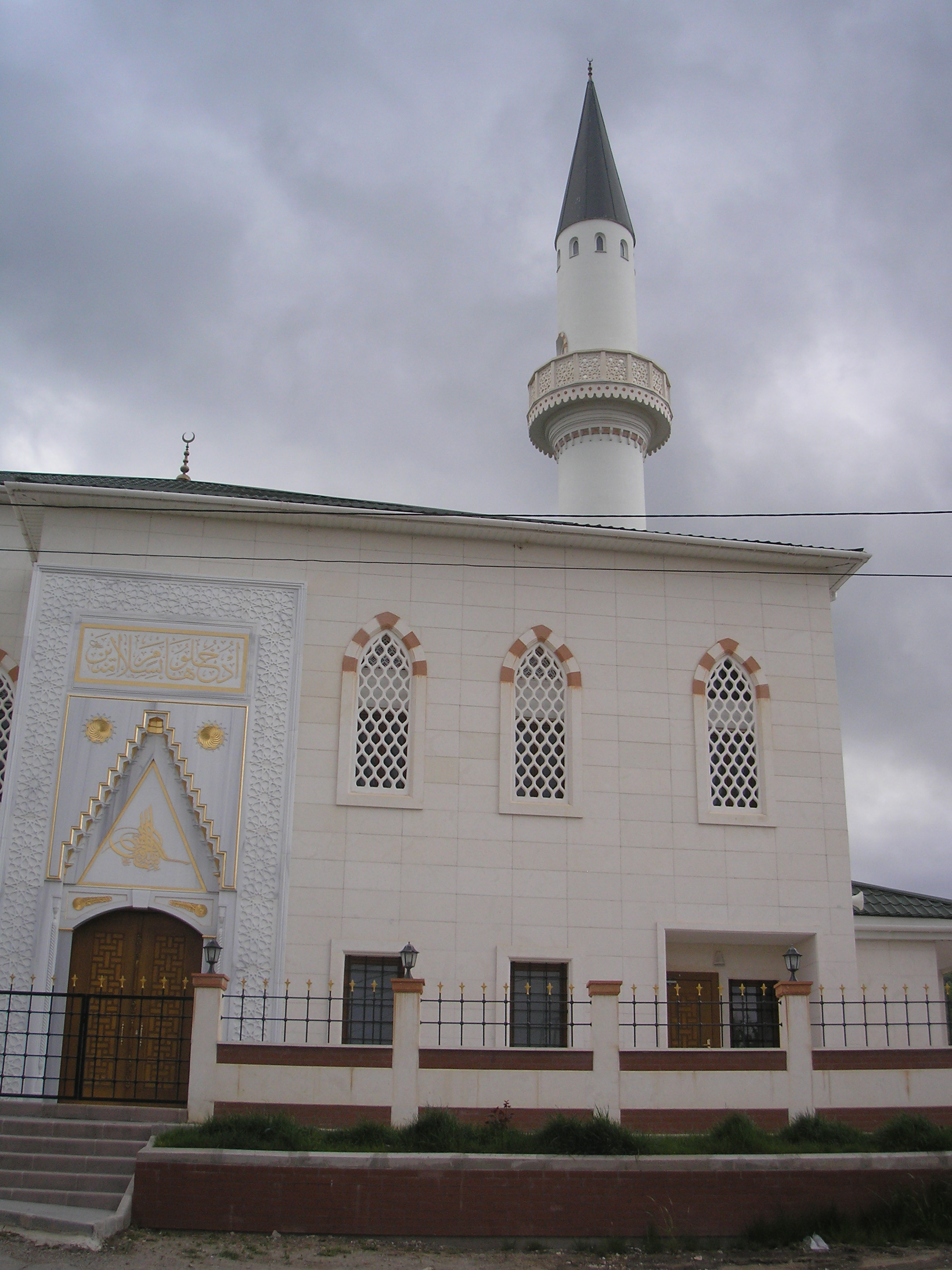
Мечеть Корбек Джамі

На фронтах радянсько-німецької війни з ворогом боролися 113 жителів села, 109 з них нагороджені орденами і медалями, загинули в боях проти гітлерівців 30 жителів.
18 травня 1944 року кримські татари з села були депортовані у Центральну Азію.
Станом на 1971 рік у селі мешкало близько 2 100 чоловік. Тут було розташоване будівельно-монтажне управління № 630 тресту «Укргідроспецбуд» та відділення радгоспу «Алушта», омсновним напрямом якого було виноградарство. Діяли середня школа, два клуби і бібліотека з фондом 13,5 тисяч книг, амбулаторія, два дитячих садки, пошта, побутовий комбінат, чотири магазини, дві їдальні.
У 2014 році відновили спалену у 1994 році мечеть Корбек Джамі.

## Населення
За даними перепису населення 2001 року, у селі мешкало 2305 осіб. Мовний склад населення села був таким:
| Мова              | Число ос. | Відсоток |
| ----------------- | --------- | -------- |
| українська        | 123       | 5,34     |
| російська         | 1560      | 67,68    |
| кримськотатарська | 594       | 25,77    |
| вірменська        | 5         | 0,22     |
| болгарська        | 2         | 0,09     |
| угорська          | 2         | 0,09     |
| гагаузька         | 2         | 0,09     |
| білоруська        | 1         | 0,04     |
| польська          | 1         | 0,04     |

## Економіка
У селі розміщується відділення заводу «Алушта», основним напрямом якого є виноградарство і будівельно-монтажне управління № 626.

## Освіта
У селі діє загальноосвітня школа І-ІІІ ступенів з російською мовою навчання з поглибленим вивченням української філології. У школі навчається 209 учнів.

## Видатні уродженці
- Фатьма Аметова (1920—2008) — кримськотатарська актриса, дикторка радіомовлення
- Мустафа Чачі — Герой Соціалістичної Праці.